# Gladovići (Zenica, BiH)
Gladovići su naseljeno mjesto u gradu Zenici, Federacija Bosne i Hercegovine, BiH.

## Stanovništvo

### 1991.
Nacionalni sastav stanovništva 1991. godine, bio je sljedeći:
ukupno: 558
- Muslimani - 555 (99,46%)
- Srbi - 1 (0,13%)
- ostali, neopredijeljeni i nepoznato - 2 (0,36%)

### 2013.
Nacionalni sastav stanovništva 2013. godine, bio je sljedeći:
ukupno: 488
- Bošnjaci - 484 (99,18%)
- ostali, neopredijeljeni i nepoznato - 4 (0,82%)